# 애나 패리스
애나 패리스(영어: Anna Faris, 1976년 11월 29일 ~ )는 미국의 배우, 영화 제작자, 모델, 코미디언 겸 가수이다.

## 개요
코미디 영화 시리즈 무서운 영화에서 신디 캠벨 역으로 유명하며, 이외에 《핫 칙》, 《겁나는 여친의 완벽한 비밀》 등의 코미디, 《사랑도 통역이 되나요》, 《브로크백 마운틴》 등의 정극에 출연했다. 텔레비전 무대에서는 《프렌즈》 마지막 시즌에서 모니카와 챈들러 남매의 어머니 역으로 나왔고, 2013년부터 《맘》의 주인공 크리스티 역으로 출연하였다. 한편 《앨빈과 슈퍼밴드》, 《하늘에서 음식이 내린다면》, 《이모티: 더 무비》에서 성우 연기도 하고 있다.

## 생애
시애틀에서 자랐고 어릴적부터 아역 배우로 활동했으며 9살의 나이에 시애틀 레퍼토리 극장에서 연기하기도 했다. 대학교를 졸업한 후, 연기 경력을 이어가기 위해 로스앤젤레스로 이주했다. 2009년 배우 크리스 프랫과 결혼하여 부부 생활을 이어가다가 2018년에 이혼했다.

## 출연작 목록

### 영화
| 연도 | 제목                                      | 원제                                         | 배역                     | 비고        |
| ---- | ----------------------------------------- | -------------------------------------------- | ------------------------ | ----------- |
| 1996 | 에덴                                      | Eden                                         | 디시                     |             |
| 1999 | 나는 네가 지난 여름에 한 일을 알고 있다 3 | Lovers Lane                                  | 저넬 베이                |             |
| 2000 | 무서운 영화                               | Scary Movie                                  | 신디 캠벨                |             |
| 2001 | 무서운 영화 2                             | Scary Movie 2                                | 신디 캠벨                |             |
| 2002 | 메이                                      | May                                          | 폴리                     |             |
| 2002 | 핫 칙                                     | The Hot Chick                                | 에이프릴                 |             |
| 2003 | 사랑도 통역이 되나요?                     | Lost in Translation                          | 켈리                     |             |
| 2003 | 무서운 영화 3                             | Scary Movie 3                                | 신디 캠벨                |             |
| 2005 | 서던 벨스                                 | Southern Belles                              | 벨 스콧                  |             |
| 2005 | 웨이팅                                    | Waiting...                                   | 세리나                   |             |
| 2005 | 브로크백 마운틴                           | Brokeback Mountain                           | 러숀 멀론                |             |
| 2005 | 저스트 프렌드                             | Just Friends                                 | 서맨사 제임스            |             |
| 2006 | 무서운 영화 4                             | Scary Movie 4                                | 신디 캠벨                |             |
| 2006 | 겁나는 여친의 완벽한 비밀                 | My Super Ex-Girlfriend                       | 해나 루이스              |             |
| 2006 | 길티 하츠                                 | Guilty Hearts                                | 제인 코널리              |             |
| 2007 | 스마일리 페이스                           | Smiley Face                                  | 제인 F                   |             |
| 2007 | 마마 보이                                 | Mama's Boy                                   | 노라 플래너건            |             |
| 2008 | 하우스 버니                               | The House Bunny                              | 루이스 게인스            |             |
| 2008 | 스플리넥토미                              | The Spleenectomy                             | 대니엘 / 닥터 필즈       | 단편 영화   |
| 2014 | 시간 여행에 관한 FAQ                      | Frequently Asked Questions About Time Travel | 교장                     |             |
| 2014 | 옵저브 앤 리포트                          | Observe and Report                           | 브랜디                   |             |
| 2014 | 하늘에서 음식이 내린다면                  | Cloudy with a Chance of Meatballs            | 샘 스팍스                | 목소리 출연 |
| 2014 | 앨빈과 슈퍼밴드 2                         | Alvin and the Chipmunks: The Squeakquel      | 자넷 밀러                | 목소리 출연 |
| 2010 | 요기 베어                                 | Yogi Bear                                    | 레이철 존슨              |             |
| 2011 | 테이크 미 홈 투나잇                       | Take Me Home Tonight                         | 웬디 프랭클린            |             |
| 2011 | 당신은 몇번째인가요?                      | What's Your Number?                          | 앨리 달링                |             |
| 2011 | 앨빈과 슈퍼밴드 3                         | Alvin and the Chipmunks: Chipwrecked         | 자넷 밀러                | 목소리 출연 |
| 2012 | 독재자                                    | The Dictator                                 | 조이                     |             |
| 2013 | 무비 43                                   | Movie 43                                     | 줄리                     |             |
| 2013 | 저스트 어 이어                            | I Give It a Year                             | 클로이                   |             |
| 2013 | 하늘에서 음식이 내린다면 2                | Cloudy with a Chance of Meatballs 2          | 샘 스팍스                | 목소리 출연 |
| 2014 | 22 점프 스트리트                          | 22 Jump Street                               | 애나                     | 카메오 출연 |
| 2015 | 앨빈과 슈퍼밴드: 악동 어드벤처            | Alvin and the Chipmunks: The Road Chip       | 자넷 밀러                | 목소리 출연 |
| 2016 | 키아누                                    | Keanu                                        | 본인                     | 카메오 출연 |
| 2017 | 이모티: 더 무비                           | The Emoji Movie                              | 제일브레이크 / 린다 공주 | 목소리 출연 |
| 2018 | 오버보드                                  | Overboard                                    | 케이트 설리번            |             |

### 텔레비전 드라마
| 연도    | 제목          | 원제             | 배역            | 비고       |
| ------- | ------------- | ---------------- | --------------- | ---------- |
| 2002    | 킹 오브 더 힐 | King of the Hill | 리사            | 2회분 출연 |
| 2004    | 프렌즈        | Friends          | 에리카          | 5회분 출연 |
| 2007    | 안투라지      | Entourage        | 본인            | 3회분 출연 |
| 2013-20 | 맘            | Mom              | 크리스티 플렁킷 | 주연       |